# Volendammerwegbrug
De Volendammerwegbrug is een vaste brug in Amsterdam-Noord.
Het viaduct is gelegen in de Ringweg-Noord, een onderdeel van Rijksweg 10. Het is het vijfde viaduct als men richting het noorden de Zeeburgertunnel verlaat. Ze overspant daarbij de Volendammerweg. Die Volendammerweg is in noord een belangrijke verbindingsweg tussen de wijken eromheen. Ze eindigde lange tijd op de Waalenburgsingel en/of Watergangsche weg, maar met de komst van sportvelden ten noorden van die singel kreeg ze een uitloper naar wat in 1975 Sportpark De Weeren ging heten. Tussen singel en sportpark was de ringweg-noord geprojecteerd. Om de toegang tot dat sportpark en omliggende volkstuincomplexen te waarborgen werd ter hoogte van de Volendammerweg genoemd viaduct gebouwd. Weer later volgde een verbinding met het voet- en fietspadensysteem van Landelijk Noord. De Volendammerweg kent ten noorden van het viaduct een parkeerplaats voor bedrijventerrein, sportpark en Volkstuinenpark Buikslotermeer en gaat vervolgens over in een naamloos pad en verder Poppendammergouw. Gezien de situatie dat de Volendammerweg hier geen doorgaande weg is, kon volstaan worden met een relatief korte overspanning.
Het viaduct stamt uit de periode tussen 1987 en 1990 toen aan het laatste deel van de rijksweg 10 werd gewerkt met de opening in september 1990.
De brug ging vanaf haar oplevering naamloos door het leven. In december 2017 vernoemde de gemeente Amsterdam (bijna) alle bruggen in de Rijksweg 10 om opgenomen te worden in de Basisadministratie Adressen en Gebouwen. De vernoeming had veelal betrekking op de straat en/of gracht die het bouwwerk overspande.